# Parhaplothrix margaretae
Parhaplothrix margaretae là một loài bọ cánh cứng trong họ Cerambycidae.